# ジャック・ロゲ
ジャック・ロゲ伯爵（Le comte Jacques Rogge, 1942年5月2日 - 2021年8月29日）は、ベルギーの貴族、整形外科医、オリンピック選手、国際オリンピック委員会名誉会長。2001年から2013年まで国際オリンピック委員会会長を務めた。ジャック・ロッヘとも。

## 経歴
ベルギーのヘントに生まれ育つ。ヘント大学を卒業し、同大学院でスポーツ医学の博士号を取得した。1968年、1972年、1976年の夏季オリンピックでセーリング競技に出場し、またベルギーのラグビーユニオンチームでプレーした。1989年から1992年までベルギーオリンピック委員会の会長を務め、同時に1989年から2001年まで欧州オリンピック委員会会長の地位にあった。1991年にはIOC委員となり、1998年に長野で開かれたIOC総会においてIOC理事に選出された。
2001年7月16日、モスクワで開催されたIOC総会で第8代会長に選出され、1980年からIOCを率いてきたフアン・アントニオ・サマランチ会長の後継者となった。ベルギー人のIOC会長はアンリ・ド・バイエ＝ラトゥール以来2人目である。ベルギー国王アルベール2世より2002年に爵位を授けられ、伯爵に叙せられた。ロゲのIOCにおける政策の中心点の1つは、夏季オリンピックの参加選手数を現在の約1万人という数に抑えることであった。また、腐敗とドーピングに関しては一切の容赦をしないと述べている。
2002年のソルトレイクシティオリンピックでは、過去の歴代会長の多くが好んで用いた豪勢な5つ星ホテルではなく、会長としては初めて選手村に滞在した。会期中に起きた審判やドーピングに関するスキャンダルへの対応に関しても、決然とした態度で臨んだ。結果的に、ロゲの監督下で行われた初のオリンピックとなったソルトレイクシティオリンピックは、腐敗に対しIOCが容赦無く対応するというメッセージを送ったとして、オリンピックの新時代を告げるものであるという多くの批評家からの評価を得た。
2005年、北京体育館で若い体操選手が日常的に殴打されていると報道されたことに対して、ロゲはこれを「誇張された」主張であるとし、「報道された事柄は（中略）30年前にイギリスの学校で行われていたことと大して違いがない」と述べ、物議を醸した。「嘆かわしい個別のケース」に対する取り組みは必要であるとしたものの、歴史的な経緯に基づく「真実の観点から中国への審判を下すべきだ」と述べた。2007年にグアテマラシティで開かれたIOC総会で、青少年を対象に反ドーピング教育やオリンピック選手との交流など、文化・教育プログラムを含めたユースオリンピックの創設を提案し、委員の多くの支持を受け、第1回夏季大会が2010年にシンガポールで、第1回冬季大会が2012年にインスブルックで開かれた。
2008年、国際マインドスポーツ協会（IMSA）の働きかけで「頭脳五輪」とも呼ばれていたワールドマインドスポーツゲームズ（WMSG）第1回大会が北京オリンピック後の北京で開催され、ロゲはWMSG組織委員会の名誉会長を務める。2009年10月8日、IOC会長として2期目の任期に入った。IOC会長は、2005年の総会において2期目の任期が4年と規定された為、2013年まで務めた。2013年9月に開かれたIOC総会で2020年夏季五輪の開催都市に「東京」が選ばれたと発表。
2021年8月29日、死去したことを国際オリンピック委員会が公表した。79歳没。

## 受賞歴
2006年10月20日に、日本の筑波大学から名誉博士の学位を授与された。同学が開講する「五輪講座」にメッセージを寄せたほか、継続的な支援を行ってきたことが評価されたことによる。